# 弗里德里希·安东·威廉·米克尔
弗里德里希·安东·威廉·米克尔（Friedrich Anton Wilhelm Miquel，1811年10月24日—1871年1月23日）为荷兰植物学家。
1835年至1846年任鹿特丹植物园主管，1846年至1859年任阿姆斯特丹植物园主管，1859年至1871年任乌德勒支植物园主管。1866年，他当选为瑞典皇家科学院外籍院士。
虽然他从未进行远行考察，但他通过广泛的通讯员网，收集了大量澳大利亚和荷属东印度群岛的植物标本。他描述了许多澳大利亚和印度尼西亚植物的重要科，包括木麻黄科、桃金娘科、胡椒科和蓼科。

## 主要著作
- Genera Cactearum （页面存档备份，存于）, Rotterdam, 1839
- Monographia Cycadearum, Utrecht, 1842
- Systema Piperacearum, Rotterdam,1843-1844
- Illustrationes Piperacearum, Bonn, 1847
- Cycadeae quaedam Americanae, partim novae. Amsterdam, 1851.
- Flora Indiae batavae, Amsterdam, 1855-1859
- De Palmis Archipelagi Indici observationes novae. Amsterdam, 1868.